# انریکو کاندیانی
انریکو کاندیانی (ایتالیایی: Enrico Candiani; ۲۹ سپتامبر ۱۹۱۸ – ۲۷ فوریهٔ ۲۰۰۸) بازیکن فوتبال اهل ایتالیا بود.
از باشگاه‌هایی که در آن بازی کرده‌است می‌توان به باشگاه فوتبال لیورنو، باشگاه فوتبال اینتر میلان، باشگاه فوتبال آ.ث. میلان، باشگاه فوتبال فوجا، باشگاه فوتبال یوونتوس، و باشگاه فوتبال ارورا پرو پاتریا ۱۹۱۹ اشاره کرد.